# Ben Hardy
Ben Jones (* 2. ledna 1991 Bournemouth, Anglie), známý jako Ben Hardy je britský herec. Proslavil se rolemi Angela v akčním filmu X-Men: Apokalypsa a také ztvárnil bubeníka Rogera Taylora v životopisném filmu Bohemian Rhapsody.

## Životopis
Narodil se v Bournemouthu a vyrostl v Sherbornu. Chodil na základní školu Sherborne Abbey Primary School a Gryphon School. Během studia na Gryphonu ztvárnil roli seržanta Francise Troye ve školním divadelním uvedení filmu Daleko od hlučícího davu.
V roce 2012 si zahrál Arthura Wellesleyho v divadelní hře Davida Hara, The Judas Kiss. Jeho role vyžadovala úplnou nahotu, což později popsal jako „neuvěřitelně stresující zkušenost“. V roce 2013 byl obsazen do role Petera Beala ve známém seriálu EastEnders a převzal tak roli po Thomasi Lawovi, který tuto roli ztvárnil v letech 2006 až 2011. Poprvé se v roli objevil dne 7. června 2013. V listopadu 2014 bylo oznámeno, že ze seriálu odejde. Naposledy Petera ztvárnil 24. února 2015.
Jeho filmový debut přišel v roce 2016 ve filmu Bryana Singera, X-Men: Apokalypsa. V následujícím roce ztvárnil spisovatele Johna Williama Polidoriho v romantickém snímku Mary Shelleyová a hasiče Wada Parkera v dramatu Hrdinové ohně.
V dubnu 2018 ztvárnil hlavní roli Waltera Hartrighta v minisérii BBC The Woman in White, podle knihy od Wilkie Collins. Ve stejném roce si zahrál bubeníka skupiny Queen, Rogera Taylora, v životopisném snímku Bohemian Rhapsody.

## Filmografie

### Film
| Rok  | Název                        | Role                         | Režie             |
| ---- | ---------------------------- | ---------------------------- | ----------------- |
| 2016 | X-Men: Apokalypsa            | Warren Worthington III/Angel | Bryan Singer      |
| 2017 | Mary Shelleyová              | John William Polidori        | Haifaa al-Mansour |
| 2017 | Hrdinové ohně                | Wade Parker                  | Joseph Kosinski   |
| 2018 | Bohemian Rhapsody            | Roger Taylor                 | Bryan Singer      |
| 2019 | 6 underground: Tajné operace | „Čtyřka“                     | Michael Bay       |
| 2020 | Pixie                        |                              | Barnaby Thompson  |
| 2020 | The Voyeurs                  | Seb                          | Michael Mohan     |

### Televize
| Rok       | Název                       | Role             | Poznámky                    |
| --------- | --------------------------- | ---------------- | --------------------------- |
| 2012      | Zavolejte porodní sestřičky | reportér         | neuveden v titulcích, 1 díl |
| 2013–2015 | EastEnders                  | Peter Beale      | vedlejší role, 189 dílů     |
| 2017      | Drunk History               | král Artuš       | 1 díl                       |
| 2018      | The Woman in White          | Walter Hartright | minisérie, hlavní role      |

## Divadlo
| Rok  | Název          | Role             | Poznámky                                             |
| ---- | -------------- | ---------------- | ---------------------------------------------------- |
| 2012 | The Judas Kiss | Arthur Wellesley | uvedeno v Hampstead Theatre a Duke of York's Theatre |